# Baños Cuatro estaciones
Baños Cuatro estaciones (en árabe: حمام چهارفصل ) es el mayor baño público de Irán y una de las obras más antiguas de la ciudad de Arak que data del dinastía Kayar, familia real de Irán, de origen turco, que gobernó Persia (Irán) desde 1785 hasta 1925.

## Historia
Los Baños Cuatro estaciones de Arak es el mayor baño público de Irán. Este baño de la casa fue construido a finales de la dinastía Kayar (Ahmad Shah Qayar) por Haji Muhammad Ibrahim Khansari (1814-1880 o 1232-1297 AH). La estructura fue renovada y transformada en museo, después de haber sido sometida a reparaciones. El edificio está en la Lista de Patrimonio Nacional iraní del 13 de noviembre de 1955 con el número de registro 1339.

## Descripción
Dispone de un área construida de 1600 metros cuadrados. Los azulejos de la sala del reloj y las pilastras en forma espinal, incluyendo el formato de baño son características interesantes. Se compone por vestíbulos, sedes masculinas y femeninas y jardines es el único baño público donde una parte está dedicada separada a las minorías religiosas; la parte femenina es una de las más hermosas del edificio, tiene una cúpula monolítica y está libre de columnas. Una decoración variada de azulejos de siete colores en el edificio exhibe dibujos de personas, animales y plantas. Los dibujos y pinturas de las cuatro estaciones del año situadas en las cuatro esquinas del cuarto de baño es la razón de su nombre. El techo de todos los baños forma una cúpula hecha de ladrillo, mortero y cal. Una lámina de cobre se colocó debajo de la piscina principal para mantener la alta temperatura del agua.

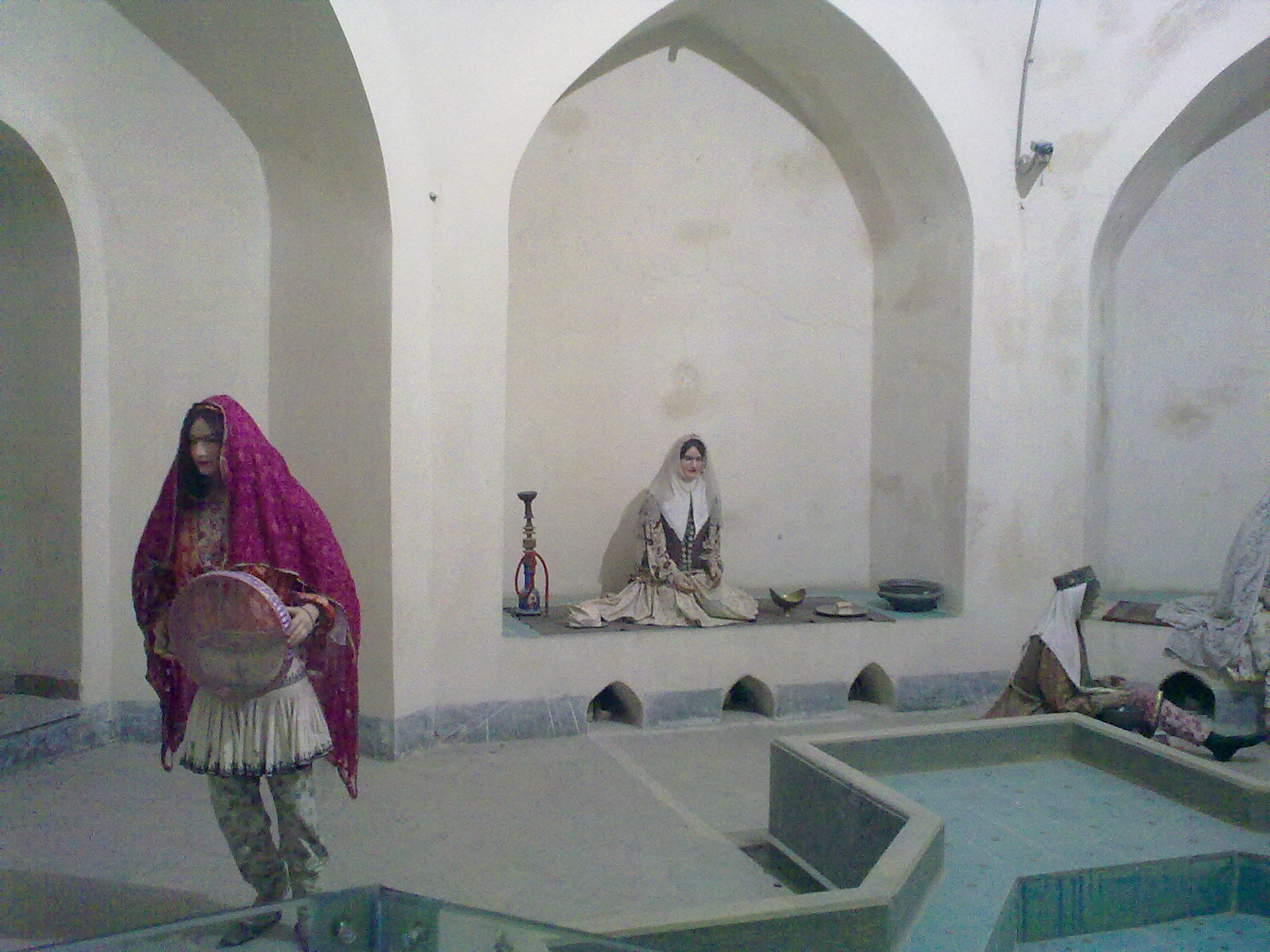
Sala de baño.
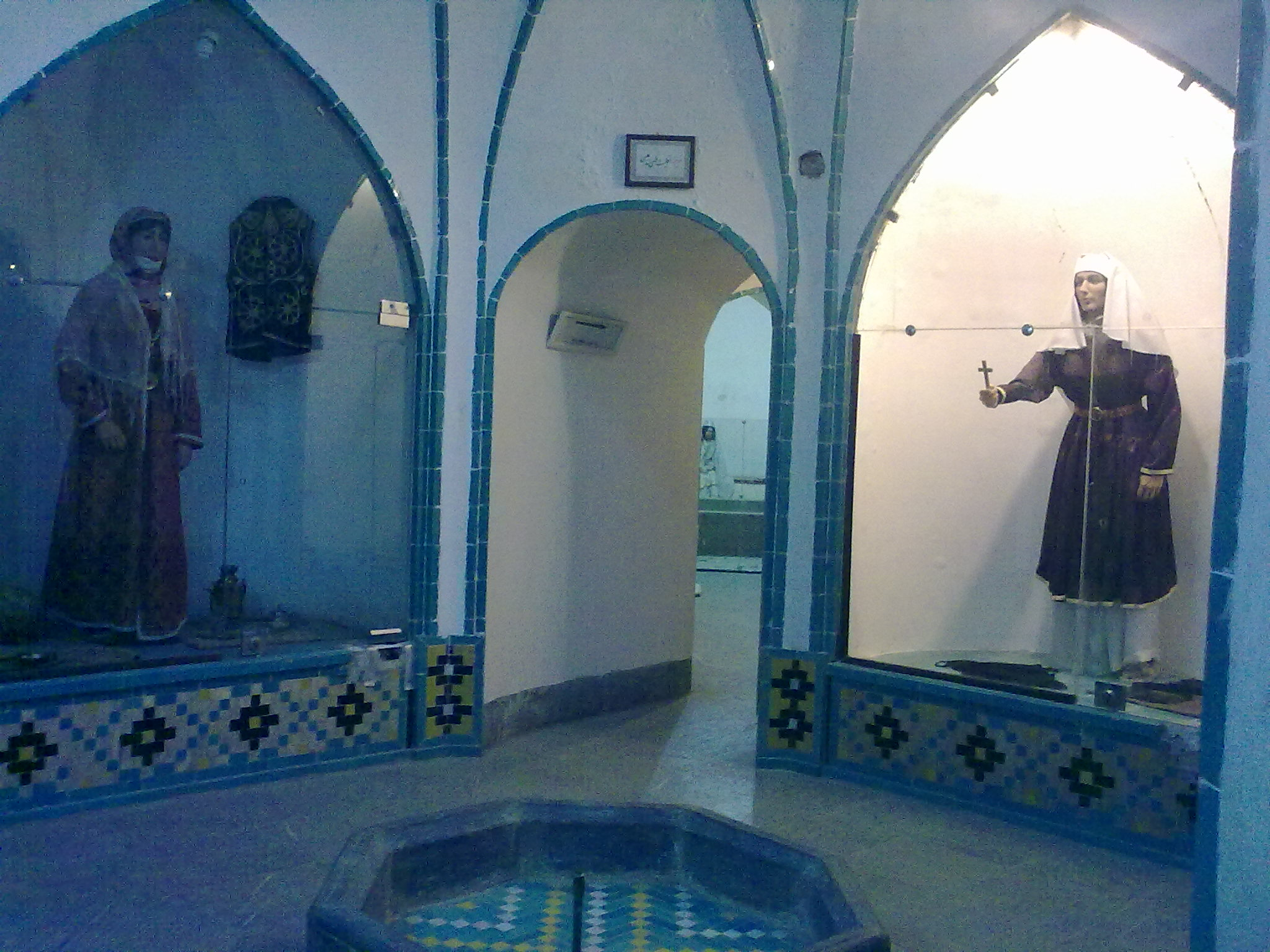
Sala de baño para minorías religiosas.
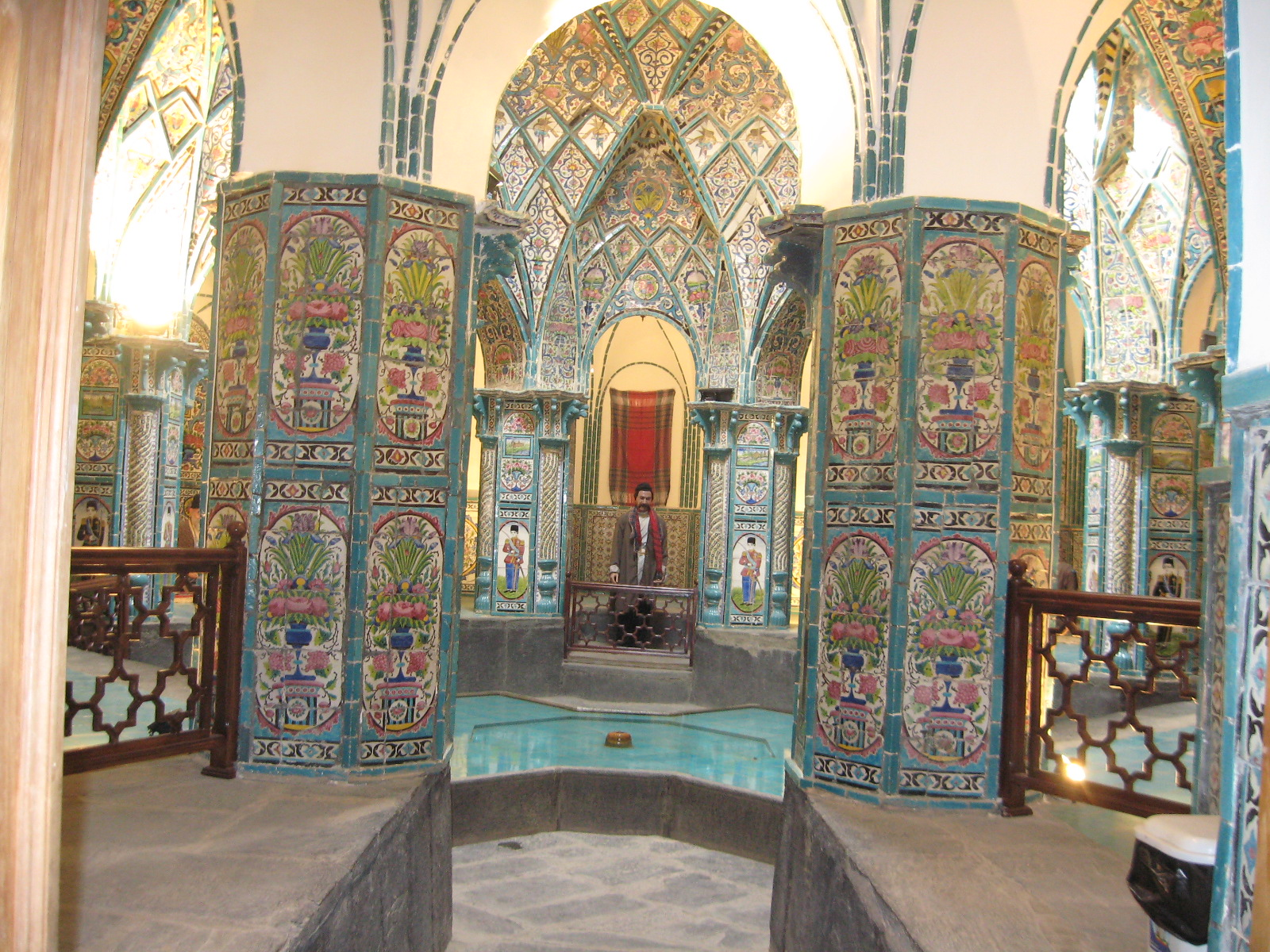
Detalle del baño principal.

## Museo
El museo muestra una gran variedad de objetos de todo tipo de la época preislámica y post-islámica, como monedas de diferentes períodos históricos, manuscritos,útiles de cobre grabado, vasijas de cerámica. Decenas de figuras de antropología se mantienen en las salas del baño. Objetos de las excavaciones efectuadas de la antigua región Farahan en la provincia de Markazi también han sido trasladados al museo, así como también se almacena un esqueleto humano de más de 7500 años de antigüedad que fue encontrado en la colina de Shazand.

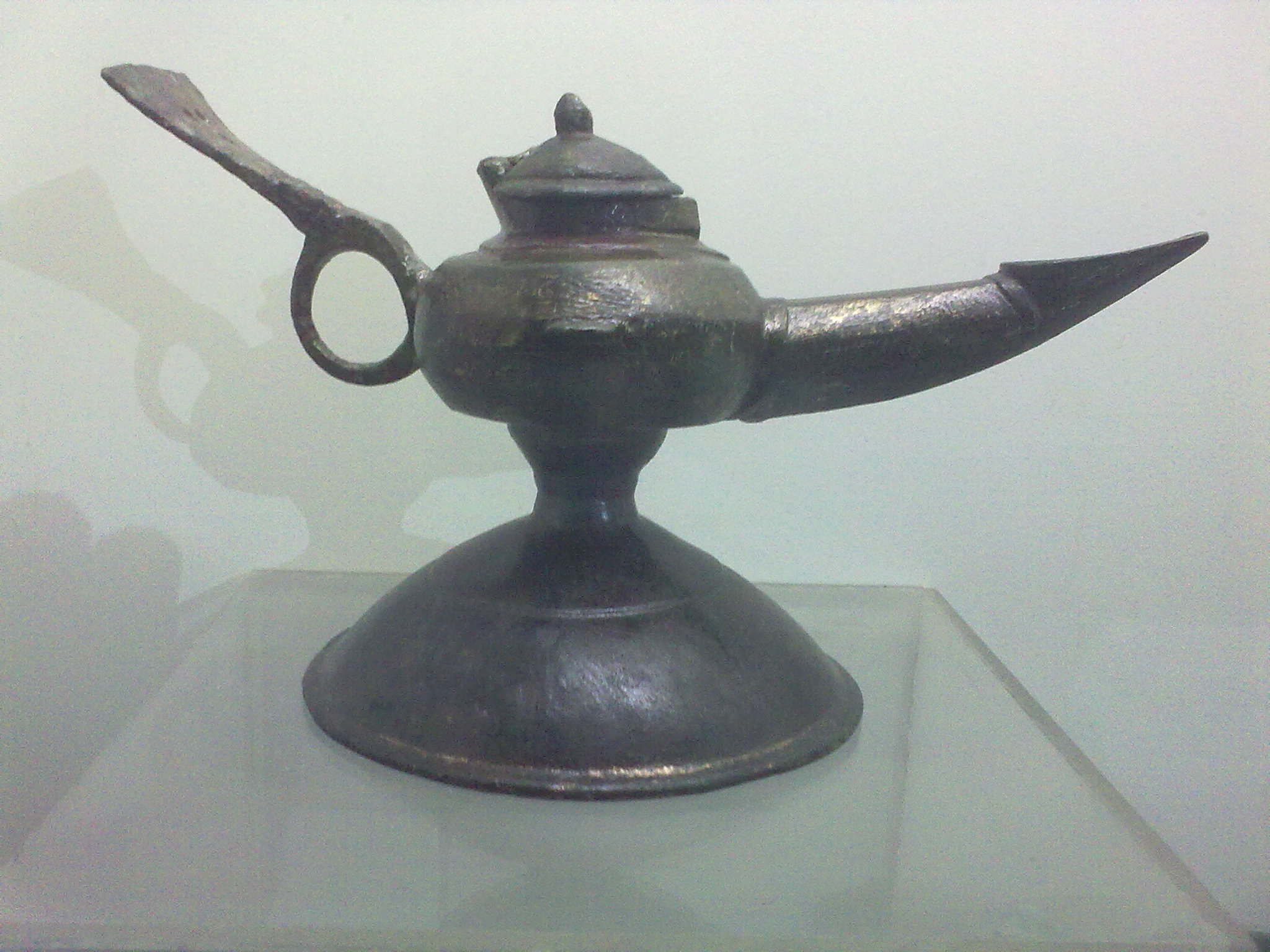
Lámpara de bronce de siglo XI.
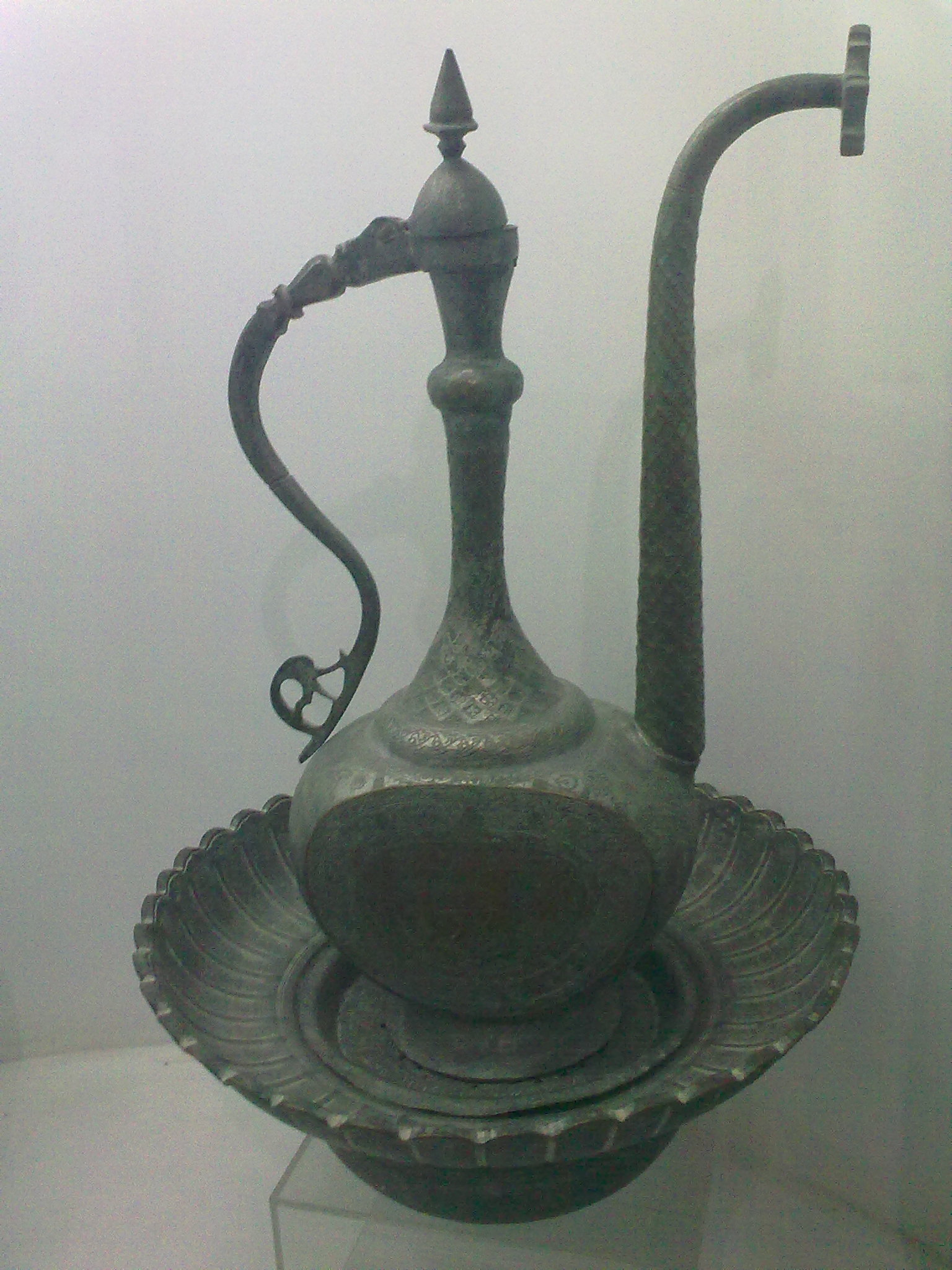
Período dinastía Kayar.
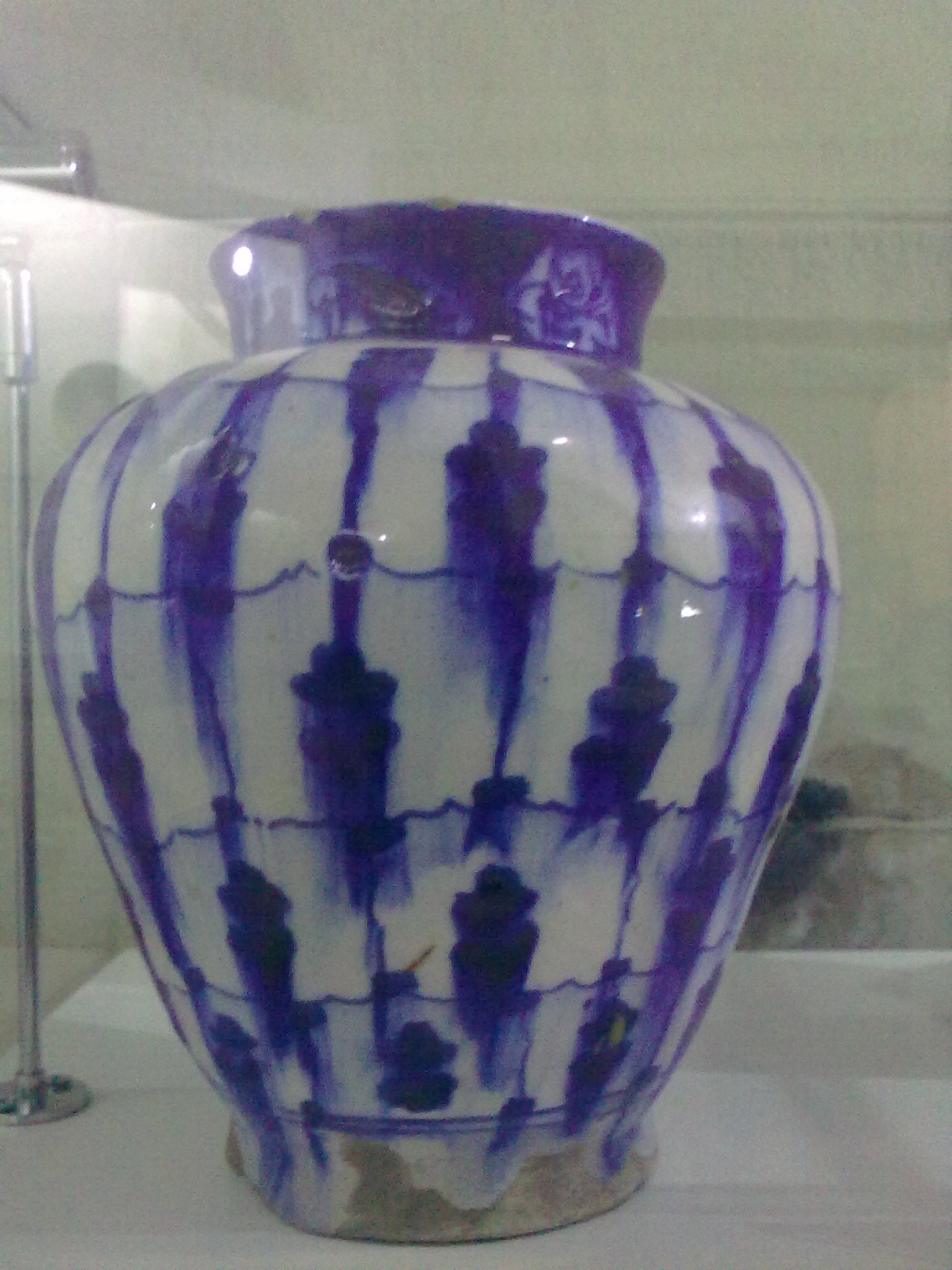
Jarrón de cerámica.
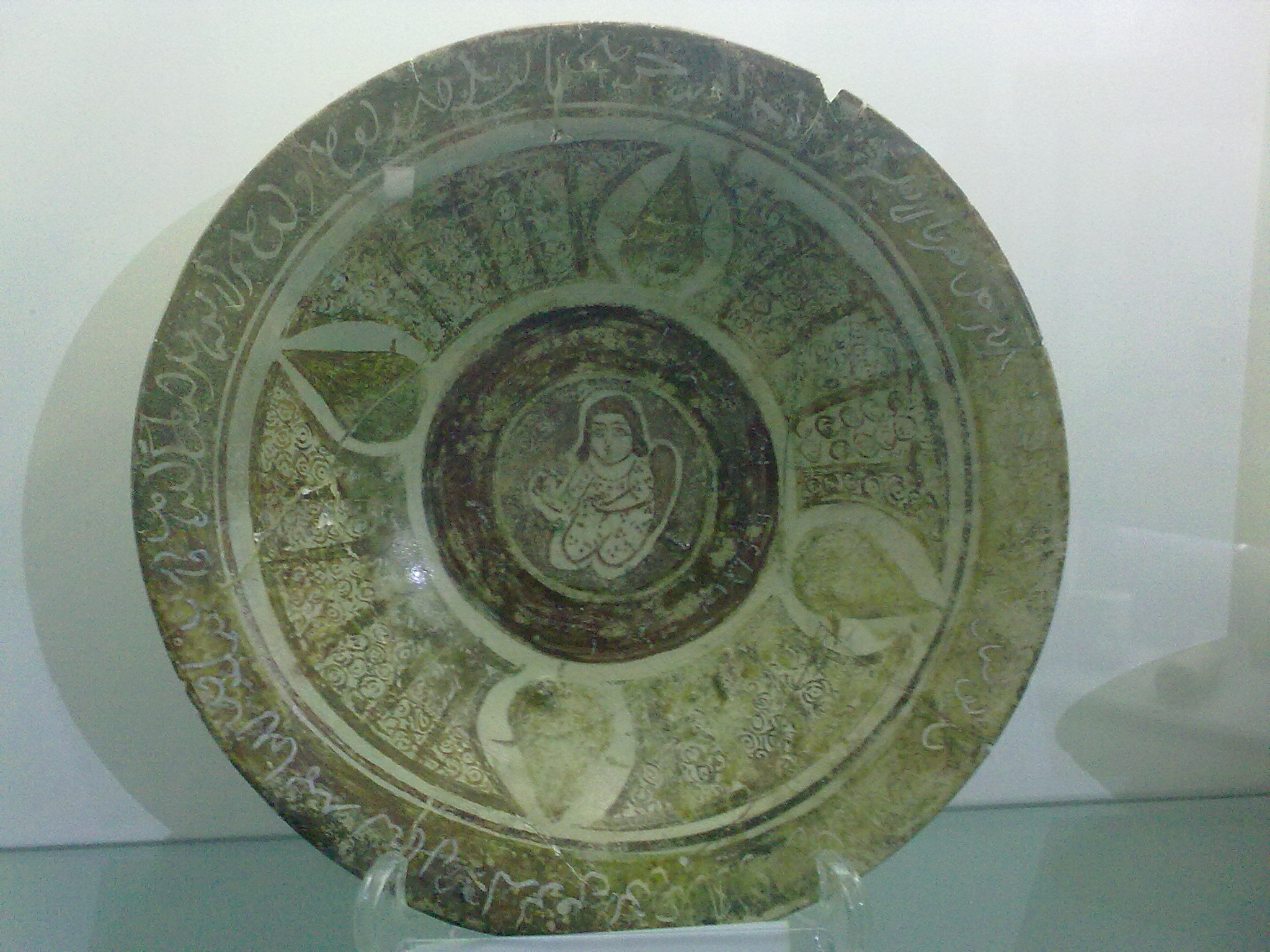
Bandeja de esmalte de lustre dorado.